# スタキボトリス
スタキボトリス(Stachybotrys)は、俗にクロカビと呼ばれる糸状菌の1つ。セルロースを好み、浸水や結露などによって高湿度になると住宅に繁茂する。

## 形態
無色ないし薄い褐色の菌糸から分生子柄が延び、その先端に複数のフィアライドが房状につく。分生子は無節で楕円形からレモン形をしており、成熟とともに暗褐色になる。

## 生態
本来は土壌などから見付かる腐生菌であるが、家屋内の湿った場所で見出されることが多い。

## 有害性
スタキボトリスはトリコテセン系マイコトキシンのサトラトキシンを産生する。牧草がスタキボトリスに汚染されると、家畜や農夫にサトラトキシンなどによる中毒症を引き起こす。主な症状としては、口腔粘膜や結膜の炎症、壊死性の皮膚炎、鼻血や咳などの呼吸器症状、白血球減少などが挙げられる。サトラトキシンGの経口毒性(LD50)はマウスで1.23 mg/kgとされている。
特にS. chartarum（シノニム:S. atra）は、アメリカ合衆国でtoxic black mold（有毒な黒カビ）と呼ばれている。これは1990年代にクリーブランドで乳幼児の特発性肺出血が流行し、患児の住居でS. chartarumが繁茂していたことがきっかけであるが、CDCの調査の結果ではこの種と肺出血との間に特に関係は認められなかった。この種は確かにマイコトキシンを産生するが、ほかのカビと比べて特に危険というほどではなく、要するに「カビは健康に有害」ということである。

## 有用性
トリコテセン系マイコトキシン以外にも各種の化合物を産生しており、新規薬剤の開発に繋がるリード化合物の起源として期待されている。たとえばStachybotrys microsporaが産生するSMTP-7には血栓溶解作用や抗炎症作用があり、脳梗塞の治療薬としての開発が進められている。

Stachybotrys elegansにはRhizoctonia solaniを原因とするジャガイモ黒あざ病に対する生物防除効果があることが知られている。ただし本種は狭義のスタキボトリス属には含まれない可能性が高い。

## 分類
スタキボトリス属には少なくとも70種ほどが知られていたが、分子系統解析によって多系統的であることが指摘され、属の細分化が行われている。
細分化された後の（狭義）スタキボトリス属には少なくとも12種あり、うち主なものを以下に挙げる。
- S. chartarum
- S. chlorohalonata
- S. microspora

## 歴史
チェコの菌学者Cordaがプラハの壁紙から採取した菌に、1837年Stachybotrys atraと命名したのが最初である。ただしこの菌はエーレンベルクが博士論文（1818年）でStilbospora chartarumと命名したものと同種とされ、したがって現在の学名としてはStachybotrys chartarumとなる。1931年にウクライナで数千頭のウマが中毒を起こし、その原因がスタキボトリスに汚染された牧草であることが判明した。同様の中毒症はその後も東欧諸国を中心に報告されている。1993年にアメリカ合衆国オハイオ州クリーブランドで乳幼児の特発性肺出血が流行し、これ以降住環境でのスタキボトリス汚染について大きな注目を浴びることとなった。